# Tønning Herred
Tønning Herred eller Ejdersted Herred var et herred i det sydlige Nordfrisland i Sydslesvig. Herredet omfattede geografisk den østlige del af den nuværende halvø Ejdersted omkring byen Tønning i Sønderjylland. Området blev i 700- og igen i 1100-tallet koloniseret af sydfra kommende frisere.
Tønning Herred var en del af Skibherrederne eller Trelandene på den ejderstedske halvø. Trelandene omfattede ved siden af Tønning Herred også Everschop (eller Heverskab) og Udholm (eller Holmbo Herred). Tønning Herred er nævnt i Kong Valdemars Jordebog fra 1231 som Thunninghæreth.
I herredet ligger følgende sogne:
- Koldebyttel Sogn
- Kotzebøl Sogn
- Oldensvort Sogn
- Simonsberg Sogn (tidligere til Lundebjerg Herred, øen Strand)
- Tønning Sogn med Olversum
- Vitsvort Sogn